# L'ultimo scugnizzo
L'ultimo scugnizzo è un film del 1938 diretto da Gennaro Righelli, tratto dall'omonima opera teatrale di Raffaele Viviani, che qui interpreta il protagonista.

## Trama
'Ntonio, uno scugnizzo che aspetta il primo figlio dalla sua fidanzata, Maria, decide di mettere la testa a posto; riesce a trovare un impiego presso lo studio di un avvocato, lavoro che gli darebbe la possibilità di regolarizzare la sua relazione con la fidanzata.
Il giovane si dimostrerà molto esperto, pure nel disbrigare le più complicate pratiche legali dell'avvocato, a cui riuscirà a risolvere anche le equivoche situazioni familiari.
Lieto fine dopo la drammatica nascita del bambino e successivo matrimonio dei giovani genitori.

## La critica
In merito a questa riduzione cinematografica, sul Popolo d'Italia del 21 dicembre 1938, con nota firmata dal "vice", si osserva: «L'azione invoca spesso una Napoli documentaria, il guaio che Gherardi ha il talento e l'abilità d'impiantare caratteri, tratti dalla cronaca ma a metà dell'opera egli viene preso dall'incubo dell'azione, dalle finalità dell'intreccio; ha questi caratteri arditi tra le mani e si preoccupa di smussarli. Da quel momento essi annullano le loro persone : l'altero diventa agnello d'un colpo, il plebeo non si riconosce più. C'era bisogno solamente di un po' di commozione, ma a patto che ciascuno dei personaggi conservasse il proprio zenzero. Invece piove il miele. E a proposito se tale è il linguaggio degli scugnizzi, che idea dobbiamo farci di quello iscritto negli ordini cavallereschi».
Luigi Chiarelli, su Film, n. 7 del 18 febbraio 1939, così commenta: «È un film un po' pallido, un po' generico. Le persone non hanno vera consistenza e la storia è di un borghesismo scialbo come un lunedì. V'è l'ultimo scugnizzo, è vero - ma perché l'ultimo? perché scugnizzo? - e quest'ultimo scugnizzo è Raffaele Viviani. Grande attore, senza dubbio. Ma dovrebbe parlare in dialetto, perché quando parla italiano la sua voce non riesce a trovare le giuste intonazioni. Raffaele Viviani è costituzionalmente un dialettale, e non deve tradire la sua natura. [...] Dice cose amene, spiritose, pittoresche, si esprime con parole vive ed immagini di popolaresca efficacia, e il pubblico ride. E quando il pubblico ride, il successo del film è assicurato»